# Marina Burmistrova
Marina Nikolaevna Burmistrova (in russo Марина Николаевна Бурмистрова?; Tver', 3 febbraio 1974) è un'ex cestista russa, fino al 1991 sovietica.

## Carriera
Con l'Unione Sovietica ha disputato i Campionati europei del 1991.
Con la Russia ha disputato tre edizioni dei Campionati europei (1993, 1995, 1997).